# آتي (أسطورة)
آتي أو إيتي (بالإنجليزية: Atë, Até or Aite)‏ هو اسم إلهة إغريقية ارتبط اسمها بالأذى والخداع والخراب. تشير المصادر الإغريقية إلى أن آتي هي ابنة زيوس أو أنها ابنة إيريس. ووفق الأسطورة فإن آتي دفعت زيوس لاتخاذ مواقف متهورة وحمقاء. فما كان من زيوس إلَّا أن طردها من جبل أوليمبس إلى الأرض، وهناك اتخذت آتي من البشر هدفاً لنزعتها الشريرة. ويستخدم اسم آتي من قبل البعض للإشارة إلى أفعال يرتكبها بطلٌ ما بدافع من العجرفة فتنتهي بسقوطه أو هلاكه.